# John Jeffries
John Jeffries, född 1744, död 1819, var en amerikansk forskare, militärläkare och pionjär inom ballongflygningen.
Jeffries tjänstgjorde som militärläkare vid brittiska armén i Nova Scotia och New York under den amerikanska revolutionen. Han spelade en stor roll i rättegången efter massakern i Boston där han blev försvarets huvudvittne som behandlande läkare för Patrick Carr.  
Under tiden Jeffries var bosatt i England kom han att lära känna Jean-Pierre Blanchard de beslöt att gemensamt försöka flyga över Engelska kanalen från den engelska kusten. Efter ett flertal gräl om charlierballongens konstruktion stod den klar för det stora äventyret 7 januari 1785.
Ballongen var utrustad med åror och en handdriven propeller. Efter en del probblem nådde man den franska kusten där ballongen tappade höjd, man kastade all ballast samt ett ankare. Som ett sista desperat försök att nå land kastade Blanchard även sina byxor. Man landade i en skogsdunge i Ardres nära Calais. De båda blev hyllade som hjältar och senare restes ett monument som ett minne över den första kanalflygningen.